# Psychotria sempervirens
Psychotria sempervirens är en måreväxtart som beskrevs av Geddes. Psychotria sempervirens ingår i släktet Psychotria och familjen måreväxter. Inga underarter finns listade i Catalogue of Life.